# Uroschainoje (Kaliningrad, Slawsk)
Uroschainoje (russisch Урожайное, deutsch Kletellen, 1938 bis 1945 Georgenheide, litauisch Klėteliai) ist ein Ort in der russischen Oblast Kaliningrad. Er gehört zur kommunalen Selbstverwaltungseinheit Stadtkreis Slawsk im Rajon Slawsk. Zu Uroschainoje gehört auch der ehemalige Ort Oschweningken/Breitenhof.

## Geographische Lage
Uroschainoje liegt unmittelbar an der südöstlichen Ortsgrenze von Bolschakowo und ist 19 Kilometer von der Kreisstadt Slawsk (Heinrichswalde) entfernt. Bis 1945 war der Ort Bahnstation an der Bahnstrecke Insterburg–Groß Skaisgirren/Kreuzingen der Insterburger Kleinbahnen. Heute ist die nächstgelegene Bahnstation der Bahnhof in Bolschakowo an der Bahnstrecke Kaliningrad–Sowetsk (Königsberg–Tilsit).

## Geschichte
Das einst Kletellen genannte Dorf bestand vor 1945 aus mehreren großen und kleinen Höfen. Im Jahre 1893 wurde der Ort zum ersten Mal als zum Amtsbezirk Groß Skaisgirren zugehörig genannt, der – 1939 in „Amtsbezirk Kreuzingen“ umbenannt – bis 1945 zum Kreis Niederung (ab 1938 Kreis Elchniederung) im Regierungsbezirk Gumbinnen der preußischen Provinz Ostpreußen gehörte. Am 11. Dezember 1893 wurde die Nachbargemeinde Georgenwalde (nicht mehr existent) in die Landgemeinde Kletellen eingegliedert. Die Einwohnerzahl betrug im Jahre 1910 insgesamt 166. Die Zahl verringerte sich bis 1933 auf 152 und betrug 1939 noch 144. Am 3. Juni 1938 wurde der Ort in „Georgenheide“ umbenannt. Im Jahre 1945 kam das Dorf in Kriegsfolge mit dem nördlichen Ostpreußen zur Sowjetunion.
Im Jahr 1947 wurde ein Ort namens "Krikljauken" in Uroschainoje umbenannt. Es ist unklar, welcher Ort damit gemeint war. Aus den bekannten Karten seit den 1970er Jahren geht hervor, dass die Bezeichnung Uroschainoje für die Orte Kletellen/Georgenheide und Oschweningken/Breitenhof verwendet wird. Dazu kam noch eine Neusiedlung auf halbem Wege zwischen Kletellen und Bolschakowo. Im Ortsverzeichnis der Oblast Kaliningrad von 1976 wurde Uroschainoje mit Kletellen/Georgenheide identifiziert.
Uroschainoje wurde in den Dorfsowjet Bolschakowski selski Sowet im Rajon Bolschakowo eingeordnet. Seit 1963 gehört der Ort zum Rajon Slawsk. Von 2008 bis 2015 gehörte Uroschainoje zur Landgemeinde Bolschakowskoje selskoje posselenije und seither zum Stadtkreis Slawsk.

## Kirche
Mehrheitlich war die Bevölkerung Kletellens resp. Georgenheides vor 1945 evangelischer Konfession. Das Dorf war in das Kirchspiel der Kirche Skaisgirren mit Pfarrsitz in Groß Skaisgirren (1938 bis 1946: Kreuzingen, heute russisch: Bolschakowo) eingepfarrt, die im Kirchenkreis Niederung (Elchniederung) in der Kirchenprovinz Ostpreußen der Kirche der Altpreußischen Union lag. Auch heute besteht die kirchliche Verbindung nach Bolschakowo, wo sich in den 1990er Jahren eine neue evangelisch-lutherische Gemeinde bildete. Sie ist Teil der Kirchenregion der Salzburger Kirche in Gussew (Gumbinnen) in der Propstei Kaliningrad (Königsberg) der Evangelisch-lutherischen Kirche Europäisches Russland.